# Sankt Peders distrikt
Sankt Peders distrikt är ett distrikt i Lilla Edets kommun och Västra Götalands län. 
Distriktet ligger söder om Lilla Edet. 

## Tidigare administrativ tillhörighet
Distriktet inrättades 2016 och utgörs av socknen Sankt Peder i Lilla Edets kommun.
Området motsvarar den omfattning Sankt Peders församling hade vid årsskiftet 1999/2000.